# Disordini di San Firmino del 1978
I disordini di san Firmino accaddero l'8 luglio 1978 a Pamplona, in Spagna, durante la festa di san Firmino.  Altri disordini scoppiarono poi nelle vicine regioni basche di Álava, Gipuzkoa, Biscaglia e nel resto di Navarra. Segnò chiaramente l'evoluzione della transizione politica in Navarra. Non si tenne mai alcun processo su questi eventi.
Tutto ebbe inizio con l'irruzione della Polizia Armata nella Plaza de toros di Pamplona, in cui erano presenti circa 20 000 persone. La polizia fece uso delle sue armi da fuoco. Gli incidenti si estesero rapidamente in tutta la città convertendosi in una vera e propria guerriglia urbana. A seguito di spari della polizia morì, per un colpo ricevuto alla testa, Germán Rodríguez. Tra gli oltre 150 feriti ce n'erano dieci per colpi d'arma da fuoco. Secondo Rodolfo Martín Villa, ministro dell'interno in quel momento, in sole sei ore nella zona del centro di Pamplona si contarono 7.000 lanci di proiettili antisommossa e 130 colpi di proiettili d'arma da fuoco.
Riguardo all'inizio degli incidenti, questa è la relazione della commissione investigativa che venne istituita poco dopo:

Il grado di violenza impiegato rimase impresso negli ordini che furono impartiti dalla centrale alla polizia via radio, e che furono registrati: 
Le immagini che TVE registrò nella plaza de toros furono trasmesse in una sola occasione, il 9 luglio, e in seguito sparirono dagli archivi. Queste immagini sono state recuperate da un'emittente francofona dagli autori del documentario Sanfermines 78, Juan Gautier e José Ángel Jiménez, nel 2005.
Gli incidenti si estesero per tutto il sud dei Paesi Baschi i giorni seguenti, e a San Sebastián morì di morte violenta José Ignacio Barandiaran, ucciso dalla polizia l'11 luglio.
Le autorità spagnole hanno sempre sostenuto che fu un errore, per il quale il governatore civile fu destituito e i capi della polizia (comandante Ávila e commissario Miguel Rubio) furono trasferiti. D'altra parte la commissione investigativa delle associazioni organizzatrici della festa di san Firmino ritiene che fu un evento calcolato e premeditato.
Nel 1978 la regione Navarra era divenuta una "questione di Stato". Si stava negoziando il testo della Costituzione Spagnola che includeva la definizione attuale del modello di autonomie. Il Partito Socialista di Navarra che faceva parte del Partito Socialista dei Paesi Baschi, era a favore dell'integrazione della regione di Navarra nei Paesi Baschi e della autodeterminazione Questo partito, molto importante nella transizione della Navarra, a partire da allora cambiò la sua strategia. Nella Costituzione, che venne approvata nel dicembre di quell'anno, venne inclusa la quarta disposizione transitoria per la quale la regione poteva integrarsi nella futura regione basca, ma senza ottenere una piena integrazione fin dal principio.

## Ricordo dell'avvenimento

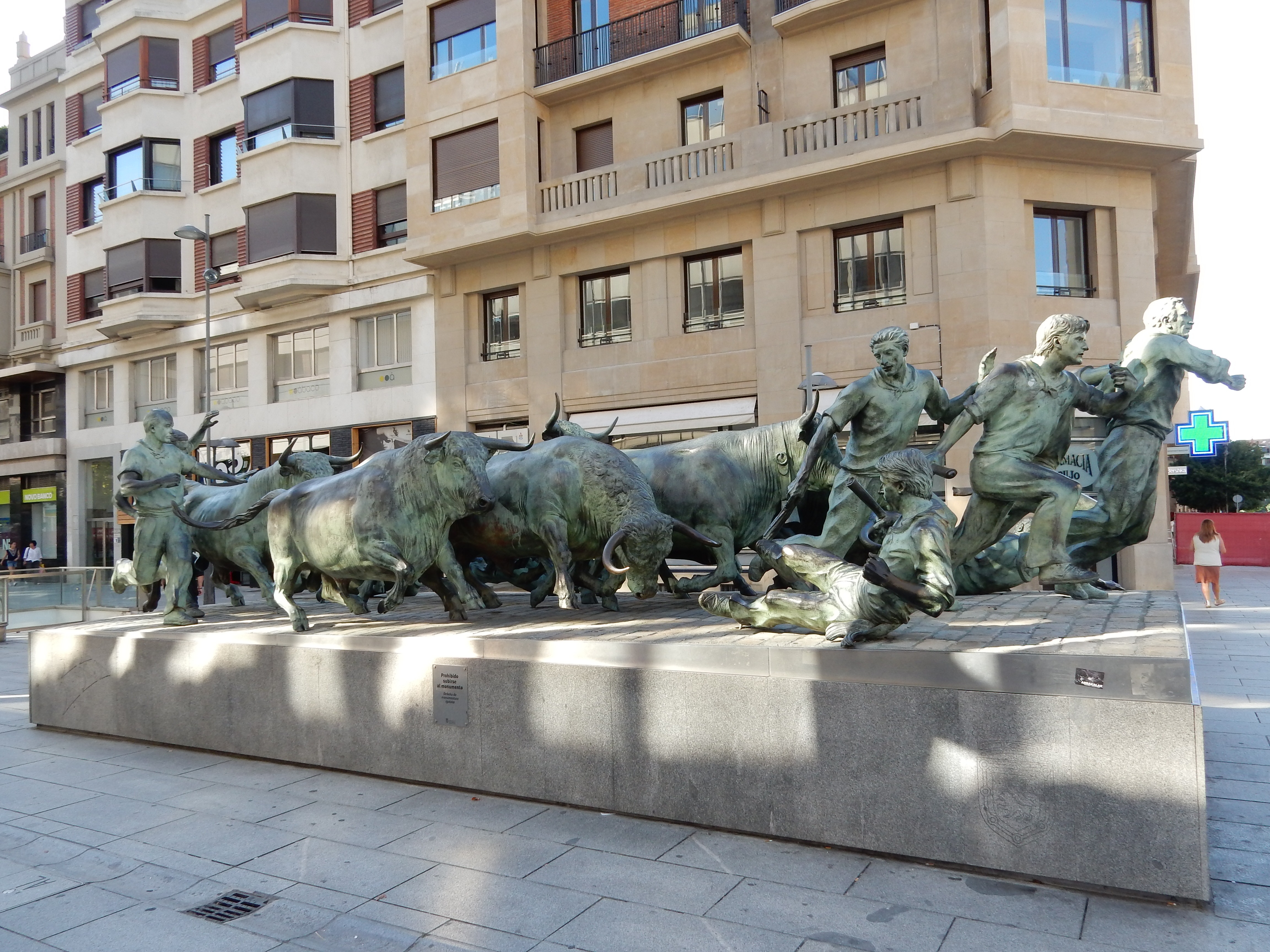
Monumento alla corsa con i tori

Nel luogo dove cadde ferito mortalmente Germán Rodríguez venne collocata una stele commemorativa, per iniziativa popolare. In occasione di alcuni lavori essa fu rimossa nel 2006. Il governo del municipio di Pamplona decise, contro il parere degli altri partiti, di non ricollocarla. Al suo posto venne collocato, nel febbraio 2007, un monumento alla corsa con i tori, di grandi dimensioni, opera dello scultore Rafael Huerta. Lo stesso autore della scultura è stato critico al riguardo della sua ubicazione.